# James (efternamn)
James är ett efternamn och även ett förnamn.

## Personer med efternamnet James
- Alex James
- Alex James (musiker)
- Angela James
- Arthur James

- Becky James
- Bob James
- Bradley James
- Brian James

- C.L.R. James, trinidadisk författare
- Charles James, brittisk-amerikansk modeskapare
- Charles Tillinghast James
- Clifton James

- Daniel James
- Daniel James (fotbollsspelare)
- David James], engelsk fotbollsspelare
- Dick James
- Duncan James

- E.L. James
- Elinor James
- Elmore James, amerikansks bluessångare och gitarrist
- Etta James
- Evan James, och hans son James James, walesiska författare och kompositör av Hen Wlad Fy Nhadau, Wales nationalsång

- Fob James
- Frank James
- Freda James

- Gavin James
- George Payne Rainsford James

- Harry James, amerikansk jazz- och populärmusiker
- Henry James, amerikansk författare
- Henry James (geodet)
- Henry James, 1:e baron James av Hereford
- Hilda James

- James James
- Jason James
- Jenny James
- Jesse James, amerikansk gangster
- Jesse James (TV-profil)
- Jessie James
- Jim James
- John James (roddare)
- Joshua James

- Kevin James
- Kirani James

- Larry James
- LeBron James
- Lennie James
- Liam James

- Laura James
- Lily James
- Lisa James Larsson

- M E Clifton James
- Mark James
- Marlon James
- Matthew James
- Monday James
- Montague Rhodes James

- Oliver James
- Ollie Murray James

- P.D. James, brittisk författare
- Pell James
- Peter James

- Reece James
- Reuben James
- Richard James
- Richard T. James
- Rick James

- Sid James
- Simon James
- Skip James
- Steve James
- Sylvester James

- Theo James
- Tom James
- Tommy James

- Walter James
- William James, amerikansk filosof och psykolog
- William H. James
- William Nelson James
- William Owen James

- James TW